# Apogonia contracta
Apogonia contracta är en skalbaggsart som beskrevs av Hermann Julius Kolbe 1899. Apogonia contracta ingår i släktet Apogonia och familjen Melolonthidae. Inga underarter finns listade i Catalogue of Life.